# Knallen
För andra betydelser, se Knallen (olika betydelser).

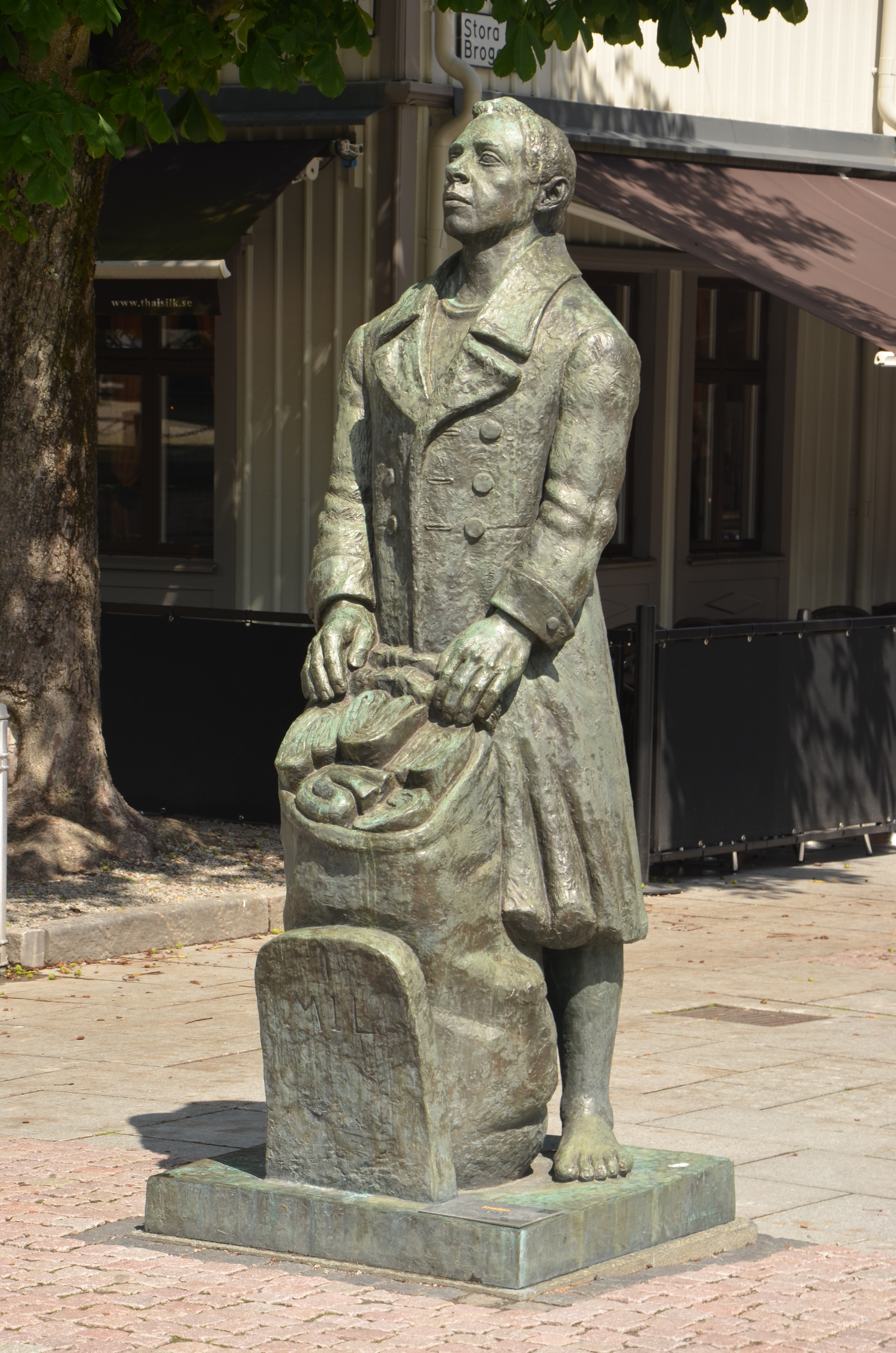
Knallen som staty i centrala Borås

Knallen är en staty av brons i Borås, som visar en "knalle" - en kringvandrande försäljare (gårdfarihandlare) - från Sjuhäradsbygden i Västergötland. 
Statyn som står vid Stora Brogatan 1 är ett verk av Arvid Knöppel från 1947.

## Om knallarna
I mitten av 1500-talet började dessa försäljare gå runt i bygderna för att sälja hantverk, smide och träslöjd. Detta var förbjudet. Enligt tidens lag skulle all handel ske inom en stads gränser. Detta för att man skulle kunna ta upp tull på varorna och få statliga inkomster av handeln.
Våren 1620 skickade västgötarna ett par representanter till kungen för att klaga över hur de behandlades av grannstäderna och för att be att få fortsätta med sin invanda handel. Men kungen gav dem ultimatum: Senast till midsommar ska ni upphöra med handeln - vill ni sen fortsätta måste ni grunda en stad.
Böndernas beslut blev att grunda en stad vid kyrkbyn som kallades Torpa, runt den kyrka som idag kallas Carolikyrkan i Borås. 